# 萨于勒
萨于勒（法語：Saül，法語發音：[sa.yl]）是法国海外省法属圭亚那的一个市镇，属于马罗尼河畔圣洛朗区。该市镇总面积为4,475平方千米，是法国面积第七大市镇。

## 地理
萨于勒（3°37'22"N, 53°12'30"W）面积4,475平方千米，位于法国海外省法属圭亚那。
与萨于勒接壤的市镇（或旧市镇、城区）包括：雷日纳、馬納、马里帕苏拉、圣埃利、帕派什通。
萨于勒的时区为UTC−03:00。

## 行政
萨于勒的邮政编码为97314，INSEE市镇编码为97352。

## 政治
萨于勒的现任市长为玛丽-埃莱娜·夏尔（Marie-Hélène Charles）女士，任期为2020-2026年。

## 人口
萨于勒于2022年1月1日时的人口数量为297人。